# گورستان شیراز
گورستان شیراز مربوط به سدهٔ ۹ تا ۱۱ ه.ق است و در شهرستان عجب شیر، بخش مرکزی، روستای شیراز واقع شده و این اثر در تاریخ ۱۲ بهمن ۱۳۸۱ با شمارهٔ ثبت ۷۳۶۶ به‌عنوان یکی از آثار ملی ایران به ثبت رسیده است.